# Patricia Fontanillas
Patricia Fontanillas, née en 1964, est une joueuse française de water-polo.

## Carrière
Avec l'équipe de France féminine de water-polo, Laurence Barrère est médaillée de bronze aux Championnats d'Europe 1987.
Elle joue en club aux Dauphins de Créteil avec lequel elle est finaliste de la Coupe d'Europe des clubs champions en 1988.